# Castelbianco
Castelbianco (ligur nyelven Castergiancu) település Olaszországban, Liguria régióban, Savona megyében. Lakosainak száma 319 fő (2023. január 1.). Castelbianco Arnasco, Erli, Nasino, Onzo, Vendone és Zuccarello községekkel határos.

## Népesség
A település lakossága az elmúlt években az alábbi módon változott:
| Lakosok száma | 325  | 325  | 319  |
|               | 2017 | 2018 | 2023 |